# Un soplo en el corazón
Para ver información acerca del "soplo del corazón", véase Soplo cardiaco.
Un soplo en el corazón es el primer y único álbum de Family, editado en 1993 por Elefant Records. En la página web de Elefant se lee: "Más que un álbum es una leyenda".

## Historia
La mayoría de canciones que componen el álbum ya habían sido grabadas y publicadas con anterioridad (una de ellas la famosa Maqueta plateada) cuando el dúo se hacía llamar El joven lagarto, sin embargo los Family prefirieron regrabar estas canciones en forma definitiva. 
Un año después de la grabación de "El signo de la cruz" (canción original de Décima Víctima) en un flexi compartido junto a Fangoria, Javier Aramburu (voz, guitarra y programaciones) e Iñaki Gametxogoikoetxea (bajo y programaciones) registran en el mes de abril de 1993 en los Estudios Vulcano (propiedad de Nacho Canut y Alaska, miembros de Fangoria) de Madrid, lo que sería su primer disco oficial.
La producción estuvo a cargo de Rodrigo Silva Ramos y los propios Family. Y el diseño gráfico estuvo a cargo de Javier Aramburu. A finales de 1993 el álbum vio la luz a través de Elefant Records (ER-1009), en los formatos de vinilo (LP) y disco compacto (CD).
En una de las pocas entrevistas concedidas, luego de publicado el disco, Javier Aramburu declaró a la revista Rockdelux lo siguiente:

Hemos tratado de dar la mayor unidad posible al disco, que no fuera una simple reunión de canciones, y que el tema del amor hiciera de hilo conductor.
Citado por Javier Becerra en su artículo sobre Family.

A pesar de la gran acogida que tuvo el disco -casi toda la prensa musical de la época lo catalogó como el mejor disco del año 1994- Family no hizo promoción del mismo y sus presentaciones fueron nulas. Luego se haría evidente la disolución del grupo, seguido de la fama de Aramburu como solicitado diseñador de carátulas discográficas.
Un soplo en el corazón con el correr de los años sería reconocido como uno de los mejores álbumes de la década de 1990, según varias encuestas y listas de la época. Además de ser uno de los álbumes que darían origen al Sonido Donosti. Algunos temas aparecerían en compilatorios promocionales y oficiales, editados en su mayoría por Elefant.

## Reediciones 2003 y 2013
En mayo del 2003, al cumplirse el décimo aniversario de ser publicado, Elefant Records reeditó Un soplo en el corazón (ER-1109) en disco compacto. A pesar de las expectativas, el disco no contenía temas extras; además de no haberse remasterizado la cinta original, apareciendo tal y como fue editado en 1993, por respeto a los fanes por pedido del propio grupo. Sin embargo, Javier Aramburu adaptó el diseño original (que incluye las letras de cada canción) al formato digipack usado para esta ocasión.
En agosto de 2013, al cumplirse el vigésimo aniversario de ser publicado, Elefant Records reedita el álbum en formato vinilo, en una edición limitada y numerada de 1000 copias, con numeración y funda interior del vinilo en color plata; que incluye además descarga digital gratuita en formato .mp3 de 320 kbps.

## Homenaje
Junto al # 213 (diciembre del 2003) de la revista Rockdelux, Elefant editó el CD Un soplo en el corazón. Homenaje a Family, que contenía versiones de los 14 temas del único álbum de Family por 14 grupos, en su mayoría influenciados por el Sonido Donosti, tales como Ama, Niza, Parade, Ana D, La Monja Enana, entre otros más.

## Listado de canciones
Todas las canciones escritas por Family (Javier Aramburu - Iñaki Gametxogoikoetxea).
1. La noche inventada - 02:23
2. Nadadora - 02:56
3. Como un aviador - 03:19
4. En el rascacielos - 02:32
5. El bello verano - 02:19
6. Portugal - 02:09
7. El buen vigía - 02:05
8. Viaje a los sueños polares - 02:54
9. Al otro lado - 02:03
10. Carlos baila - 02:52
11. Yo te perdí una tarde de abril - 03:04
12. Dame estrellas o limones - 02:24
13. El mapa - 02:18
14. Martín se ha ido para siempre - 03:08

La misma secuencia de canciones aparece en las reediciones del 2003 y 2013.

## Canciones deUn soplo en el corazónaparecidas en compilaciones
- "Viaje a los sueños polares" en: Elefant Juice (Elefant, ER-1018, 1995)
- "Como un aviador" en: Elefant Air Lines (Elefant, EAL-001, 1996)
- "Nadadora" en: Elefantdiez (1989-1999) (Elefant, ER-001DL, 1999)
- "Como un aviador" en: Casablanca (Elefant, ER-1056, 1999)
- "Portugal" en: You Make Me Smile (Shelflife, EE. UU., 2000)
- “Nadadora” en: Metrópolis - Laboratorio 84.02 (Subterfuge, 2002)
- “Viaje a los sueños polares” en: Elefant 2002 (Suave, México, 2002)
- ”El bello verano” en: Modapop (Elefant, ER-1094, septiembre de 2003)
- ”Viaje a los sueños polares” en: Soda Pop (V2, 2004)
- "El bello verano" en: Como Un Fan (Elefant - Revista 69, Perú, 2005)

## Curiosidades
- El nombre del álbum se debe a la película El soplo al corazón (1971) del director francés Louis Malle.
- El sello discográfico estadounidense Shelflife anunció en el año 2000 (a través de su compilado You Make Me Smile) la reedición de Un Soplo En El Corazón, que no llegó a concretarse.
- En el 2007 la poeta española Elena Medel publicó un cuaderno titulado Un Soplo En El Corazón (Ediciones del 4 de agosto) inspirado en el álbum de Family.